# Девесилица
Девесилица (болг. Девесилица) — село в Болгарии. Находится в Кырджалийской области, входит в общину Крумовград. Население составляет 96 человек.

## Политическая ситуация
Девесилица подчиняется непосредственно общине и не имеет своего кмета.
Кмет (мэр) общины Крумовград — Себихан Керим Мехмед (Движение за права и свободы (ДПС)) по результатам выборов.